# Stora mörka fläcken

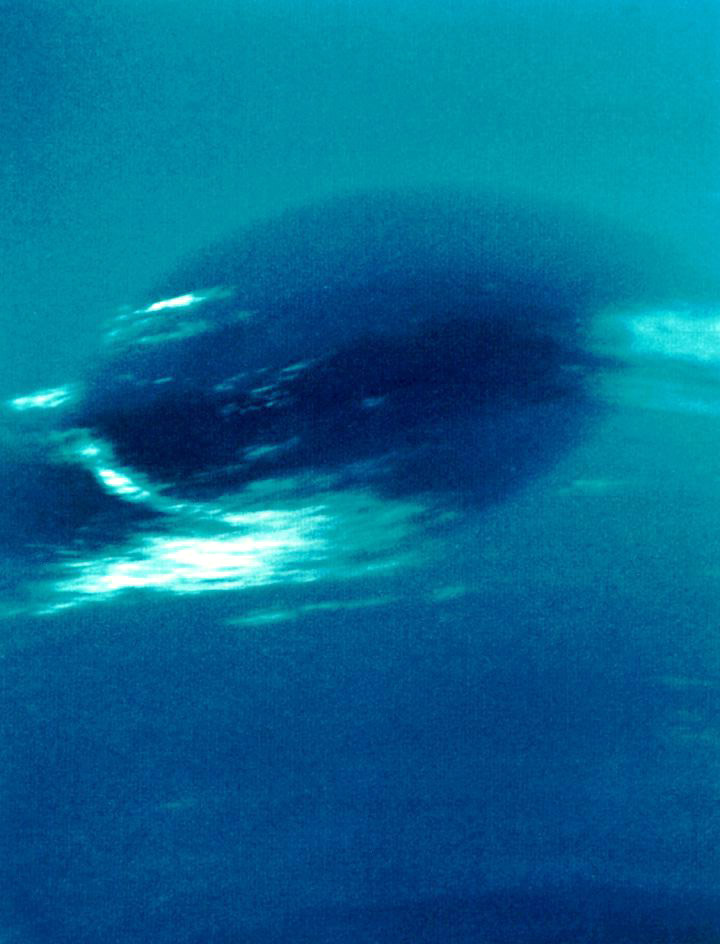
Den Stora mörka fläcken 1989, sedd från Voyager 2.

Den Stora mörka fläcken var en stor mörk fläck på Neptunus, bestående av en gigantisk mörk gasbubbla. Den upptäcktes 1989, var försvunnen 1994 och kompletterades med en mindre mörk fläck och ett vitt moln. Den Stora mörka fläcken har jämförts med Jupiters röda fläck.

## Historia och beskrivning
Den 25 augusti 1989 anlände rymdsonden Voyager 2 till Neptunus, den enda sond som besökt planeten. Voyager 2 upptäckte en mörk fläck på planetens södra hemisfär, tillsammans med en mindre mörk fläck och ett oregelbundet vitt moln som gavs namnet "Scooter". Den stora fläcken var ungefär hälften så stor som Jupiters röda fläck. Den bestod, liksom motsvarigheten på Jupiter, av enorma orkaner. Man har konstaterat att det blåste över 500 m/s vid den mörka fläcken.
År 1994 riktades Rymdteleskopet Hubble mot Neptunus, och man upptäckte att den mörka fläck man observerat fem år tidigare då hade försvunnit. Däremot fanns den mindre fläcken kvar, liksom "Scooter".
Hubble hittade samtidigt en ny mörk fläck på planetens norra hemisfär. Det betyder att Neptunus atmosfär förändras snabbt.